# Aminath Faiza
Aminath Faiza  (circa 29 de setembro de 1924 - 25 de fevereiro de 2011) foi uma poeta e autora das Maldivas. Ela escrevia em língua divehi.